# 孙绍祖
孫紹祖，中國古典小說《紅樓夢》中的人物，别号中山狼。

## 小说内容
孫紹祖为山西大同府人，祖上为军官出生，当时为宁荣府中的门生。妻子是金陵十二釵之一賈迎春。孫為人粗暴，卑劣至極，好色好賭又酗酒，家中所有的媳婦丫頭將及淫遍。賈迎春初次回娘家小住時已經淚流滿面，賈寶玉曾要求父親賈政讓迎春留在大觀園，賈政和王夫人雖然不捨，但按大戶人家的規矩，並沒有讓迎春留在家。賈迎春最後被孫紹祖凌虐種種致死。贾府被抄后，他还写信给贾政，称贾赦曾欠他钱，要求贾政归还。

## 特点
曹雪芹在全书中并未让孙绍祖出场，但通过背面敷粉法，通过贾迎春等人介绍，将其忘恩负义、残忍毒辣、寡廉鲜耻、落井下石的卑劣品德跃于纸上。